# Az ELTE Nemzetközi Kapcsolatok és Európai Tanulmányok Tudományos Diákköre
Az ELTE-ETTDK (az Eötvös Loránd Tudományegyetem Nemzetközi Kapcsolatok és Európai Tanulmányok Tudományos Diákköre, angolul Scientific Association of International and European Studies, németül Wissenschaftliche Vereinigung für Internationale und Europäische Studien) egy karközi, független, hallgatói tudományos szerveződés az Eötvös Loránd Tudományegyetemen. 

## Története
2001. április 4-én alakult meg az ELTE-ETTDK, elsősorban az európai egységgondolat történetének tanulmányozására, gondozására, fordítására szakosodva, s publikálására törekedve. A Kör neve 2004. szeptember 9-ei hatállyal módosult: ELTE – ETTDK Nemzetközi Kapcsolatok és Európai Tanulmányok Tudományos Diákköre névre. Alapító tagjai : Türke András István, Solymos Tamás, Fehér Zoltán, Jánosi Rita, Reich Anna, Dobos Balázs, Pongó Angelika és Záhonyi Krisztina.
Az ELTE-ETTDK 2008-ban befejezte működését, jogutódja az Europa Varietas Alapítvány, majd 2015-től a svájci székhelyű Europa Varietas Association által működtetett Europe Varietas Institute (Europa Varietas Intézet). Az ELTE-ETTDK elemzései és könyvei jelenleg az intézet honlapjáról tölthetőek le.

## Célja
Az ELTE ETTDK – profiljából adódóan – egyes karokkal, tanszékekkel és intézményekkel szorosabb kapcsolatot tart fent. Háttérintézménye az ELTE Bölcsészettudományi Kar (ELTE BTK) Politikaelméleti Tanszéke. Az ELTE ETTDK célja az Eötvös Loránd Tudományegyetem összes karán tanuló, a nemzetközi kapcsolatok és az európai integráció iránt érdeklődő hallgatók, különösen a leendő TÁTK Európa Tanulmányok és Nemzetközi Kapcsolatok Intézet hallgatói közéletének és az Intézet oktatóival való együttműködésre alapozott hallgatói kutatások koordinálásának ellátása, és az Intézet számára megfelelő hallgatói szakmai háttér biztosítása.